# Joachim Krautz
Joachim Krautz (8 de mayo de 1960) es un deportista alemán que compitió para la RFA en taekwondo. Ganó una medalla de bronce en el Campeonato Europeo de Taekwondo de 1982, en la categoría de –73 kg.

## Palmarés internacional
| Campeonato Europeo | Campeonato Europeo | Campeonato Europeo | Campeonato Europeo |
| Año                | Lugar              | Medalla            | Categoría          |
| ------------------ | ------------------ | ------------------ | ------------------ |
| 1982               | Roma (Italia)      | Medalla de bronce  | –73 kg             |